# Pagina

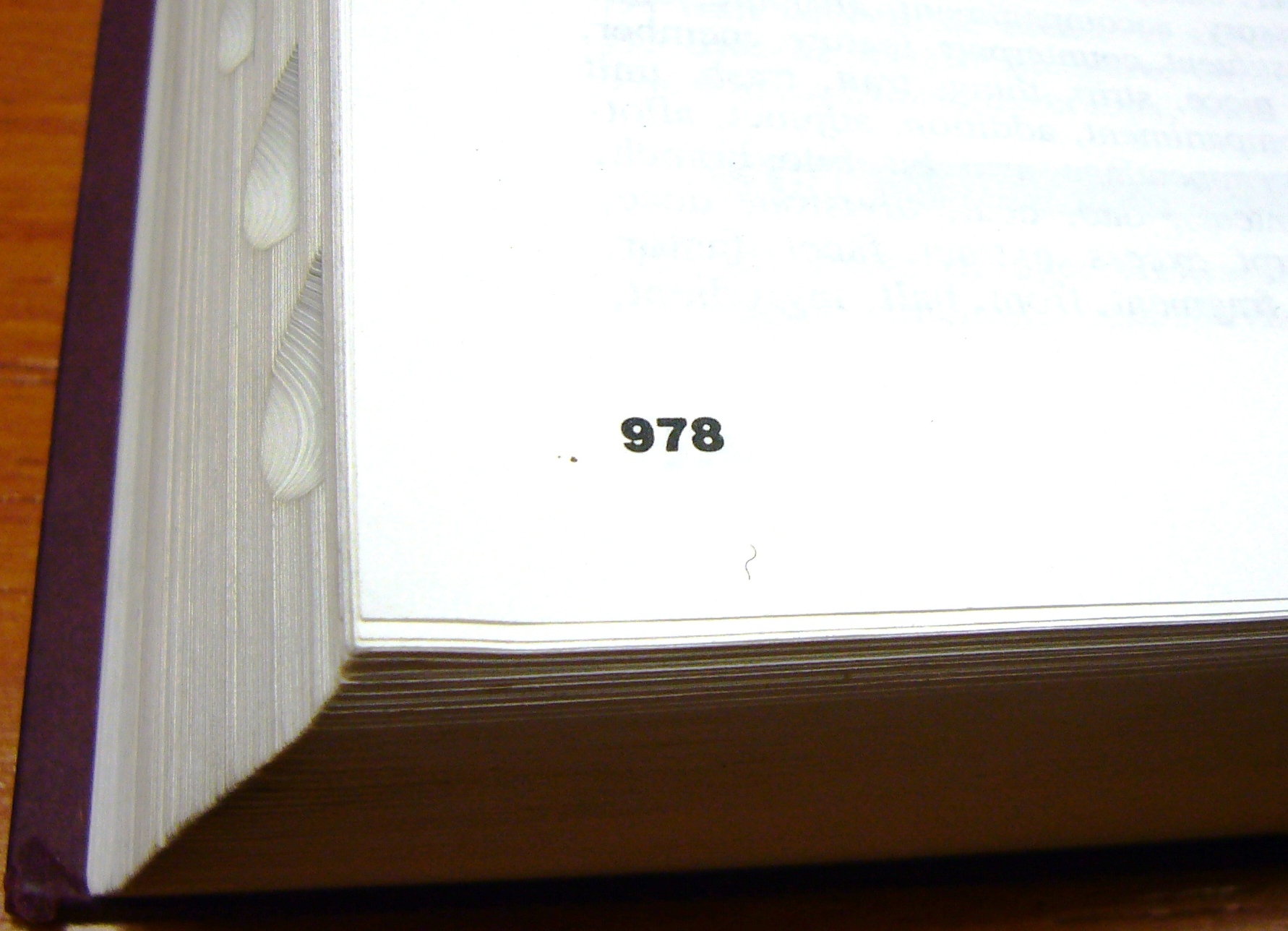
Die Seitenzahl 978 in einem Buch links unten auf der Seite

Pagina (lat. „die Seite“) wird auch Seitenzahl oder Kolumnenziffer genannt. Die Pagina gibt die Nummer einer Seite an und bringt so die Seiten eines Buchs in die richtige Reihenfolge.
Sie kann am oberen oder unteren Rand der Seite stehen, seltener am Bund- als am Außensteg. Die Seitenzahlen sind bei Einzelseiten auf der Vorderseite immer ungerade, auf der Rückseite stets gerade durchnummeriert. Bei Doppelseiten ist die linke Seite also die mit der geraden Seitenzahl.
Die Pagina ist besonders für das schnelle Auffinden einer bestimmten Seite hilfreich. Hierzu werden die Seitenzahlen einem Inhaltsverzeichnis oder Register zugeordnet.

## Paginieren
Als Paginieren bezeichnet man den Vorgang, bei welchem die einzelnen Seiten eines Buches fortlaufend nummeriert werden.
Ein Selbstfärbestempel, der eine mit jedem neuerlichen Abdruck weitergezählte Nummer druckt, wird als Paginierstempel bezeichnet. Häufig kann ein solcher auch so geschaltet werden, dass er erst nach jedem zweiten oder dritten, … Abdruck oder auch gar nicht weiterzählt. Er wird etwa genutzt, um einlaufende Post oder zu archivierende Blätter genau durchzunummerieren, eventuell auch vor dem Einscannen zur Führung eines papierlosen Büros.
Die Paginierung durch automatisch weiterzählende Stempel erfolgt auch in Druckmaschinen zur Herstellung von Lotterielosen, Banknoten, Blöcken mit Eintrittskarten, Bons für Getränke oder Garderobe, von Durchschreibe-Büchern für Bestellungen, Rechnungen u. ä. Mittels händisch betätigter Hebeldrucker wurden bis um 1970 Bahnfahrkarten auf kleinen Kartonstücken gedruckt und zugleich durchnummeriert.
Paginierungszahlen auf Rechnungsblöcken, insbesondere am Typ Paragon, reichen von 1 bis 50, rechts folgt eine sechsstellige Seriennummer um jeden Beleg (praktisch) unverwechselbar zu machen.
Beim Laserdruck von Formularblöcken aus digitalen Bilddaten kann das Paginieren durch fortlaufendes Verändern der Bilddaten am Platz der Paginierungszahl erfolgen.